# Some Enchanted Evening (The Simpsons)
"Some Enchanted Evening" (no Brasil e em Portugal "Numa Noite Encantada") é o décimo terceiro episódio da primeira temporada do seriado de animação The Simpsons. Foi ao ar originalmente pela rede Fox em 13 de maio de 1990. Apesar de ter sido o primeiro episódio produzido, foi ao ar como o final da temporada devido a significativos problemas de animação. O episódio mostra o encontro de Bart, Lisa e Maggie com uma notória Babá bandida. Depois de resolver um dilema conjugal, Homer e Marge querem passar uma noite na cidade, mas eles precisavam de uma babá para cuidar de seus filhos. Eles contratam a Sra. Botz através de um serviço de babysitter. Mais tarde é revelado que ela é a "Babá bandida".
O episódio apresenta referências culturais para filmes como The Night of the Hunter, Psycho e A Star Is Born. Teve uma recepção mista: alguns críticos consideraram como o melhor episódio da temporada, enquanto outros consideraram como um dos mais pobres.
Foi o primeiro episódio de The Simpsons exibido no Brasil, em Abril de 1991, na Rede Globo.

## Enredo
Marge não aguenta mais a preguiça de Homer, então ela vai ao programa de rádio do Dr. Marvin Monroe e explica os problemas. Homer sente-se mal após ouvir Marge no rádio, e após ir na Taverna do Moe, traz para casa uma rosa. Marge imediatamente se acalma, e Homer decide levar Marge para uma noite na cidade: Jantar em um restaurante, dançar e ficar num quarto num hotel. Marge tenta contratar uma babá pelo serviço local, mas é rejeitada. Depois, Homer liga identificando-se como "Homer Sampson" e consegue uma babá.
Mais tarde, a Srta. Botz chega para fazer o trabalho. Pelas ordens de Marge, as crianças (Bart, Lisa e Maggie) são forçados a assistir "The Happy Little Elves Meet The Curious Bear Cub". Mas isso até quando a Srta. Botz deixa a sala. Então, Bart muda de canal para algo que ele goste mais. O canal que Bart põe está passando "America's Most Armed and Dangerous", que no momento que Bart assiste, estão dando um perfil de uma ladra chamada "Babá Bandida". O nome dela é Lucille Botzkowski, e o perfil da suspeita confirma as suspeitas de Bart e Lisa: Srta. Botz é "A Babá Bandida". Então, "Srta. Botz" entra na sala e amarra Bart e Lisa para que assistam a fita dos "Happy Little Elves" enquanto continua o trabalho.
Depois, Maggie acorda e vê Bart e Lisa completamente amarrados. Depois, ela liberta Bart e Lisa. Ambos conseguem golpear a Srta. Botz com um taco de beisebol. Após amarrarem a Babá Bandida, Bart e Lisa vão para um telefone pago (porque os outros não funcionam) e alertam as autoridades sobre a Babá Bandida. Enquanto isso, Marge tenta ligar para casa para ver como estão as coisas em casa, mas ninguém responde. Preocupados, Homer e Marge voltam para casa, e quando chegam, vêem a Srta. Botz amarrada e machucada. Homer, sem saber da verdadeira identidade da Babá Bandida, liberta ela. Momentos antes da polícia prender a Babá Bandida, ela consegue fugir.

## Recepção

### Audiência
Em sua exibição original, o episódio foi assistido por 14,2 milhões de agregados familiares, com 15,4 pontos de audiência, segundo ao instituto Nielsen.